# التوت المر
التوت المر هي رواية اجتماعيّة من النّوع الواقعي ذات طابع اجتماعيّ للأديب التّونسي المعاصر محمد العروسي المطوي أصدرت عام 1967. تروي القصة صراع ثلّة من الشّباب الوطني ضدّ ما كرّسه المستعمر من آفة تعاطي التكروري والمتاجرة به. لاقت الرواية نجاحا كبيرا، حيث تم اختيارها ضمن أفضل مائة عربية، كما تمت ترجمتها إلى لغات أخرى من بينها الإسبانية في سنة 2006.

## الموضوع
بناء الأحداث بناء سرديّ يتدرّج من الهدوء إلى التأزّم فالانفراج. يقدّم السّارد صورة عن قرية هادئة تعاني من الفقر. وقد شكّلت عائلتا الشّيخ مفتاح والحاج علي نموذجين للفئات الّتي تقطنها. إحداهما حلّت بالقرية مهاجرة هربا من ويلات الحرب في ليبيا. والأخرى تملك بستانا وتعدّ من أصيلي القرية. ويتحوّل السياق عندما يتعاطي عبد الّله حشيشة التكروري دون علم منه ويظهر تأثيرها الشّديد فيه.
وتبدأ مساعي (جمعيّة إنقاذ الشّباب) للقضاء على حشيشة التكروري ومنع تعاطيها وبيعها سرّا أو علنا، فيتم عمل قائمة بالمنازل التي تزرع النّبتة سرّا، والاتفاق على تحديد موعد جماعيّ يلتزم فيه أعضاء الجمعيّة بالقضاء على هذه النبتة حيثما كانت في ليلة واحدة. ويجري حرق دكّان أحمد العائب أكبر تاجر مخدرات بالمنطقة. وتسعى الجمعية لنشر الوعي وتعميمه بحفظ القصيدة الّتي قالتها إحدى عجائز القرية في التكروري وجعلها تغنّى وتعمّم. ويتزوج عبد الّله من عائشة الفتاة الكسيحة، فتغادر الأمّ للمنزل احتجاجا على ابنها الّذي تمرّد على سلطتها وتزوّج ممّن رفضتها زوجة لابنها الوحيد. وفي الختام تضع عائشة مولودها الأوّل، وتحدث المعجزة بانطلاق رجليها من إسارهما، فيستقيم جسمها بعد أن كانت كسيحة. ويفرح عبد الّله بذلك ويخرج مسرعا ليزفّ البشرى لأمه، وليطلب منها العفو والغفران، لكنه يسقط متعثّرا.
يؤطّر السارد الأحداث تاريخيا. فهو يجذر الأحداث في فترة الاستعمار الفرنسي لتونس، وبالذّات مع بداية انتشار الوعي بضرورة المقاومة وتكتل الجهود ضدّ المستعمر.
أمّا بالنّسبة إلى ديمومة الأحداث في القصّة، فقد استغرقت فترة يمكن أن تضبط منذ أن قدمت عائلة الشيخ مفتاح إلى القرية إلى زواج عبد الّله بعائشة ثمّ إنجابها لبكرها، وهي مدّة يمكن أن تحدّد بسنة أو سنة وبعض الأشهر. تدور أحداث الرواية في إحدى قرى الجنوب التّونسي، ويمكن أن نتبيّن ملامح هذه القرية انطلاقا من الأوصاف المنسوبة لها مثل واحة وبساتين.

## الشخصيات
- عبد الله: وهو شابّ متوسّط الثّقافة غير أنّه يجسّد نموذجا للشاب المدرك لما حوله، الواعي بواقعه، و بمخطّطات المستعمر، وهو يعي أيضا أنّ المقاومة هي السّبيل الوحيد للتحرّر من الظّلم والاضطهاد والعبوديّة وأنّ ذلك لا يمكن أن يتحقّق إلاّ بتكتّل الجهود. يعمل مساعدا في دكّان وقد تميّز بتفانيه في العمل وحبّه للجميع وحسن معاشرته. أحبّ عائشة من أوّل نظرة. وقرّر أن يضحّي ليسعدها. كوّن مع ثلّة من الشّباب الواعي «جمعيّة إنقاذ الشّباب» وعملوا يدا واحدة على القضاء على حشيشة التكروري ومنع تعاطيها والتوعية بمضارّها.
- جمعيّة إنقاذ الشّباب: وهم محمود ومختار وإبراهيم، فقد تكتّلت جهودهم جميعا لتطهير القرية من مضارّ التكروري.
- فاطمة: ساعدت عبد الله ليطوّر علاقته بعائشة.
- الأمّ: حالت دون البطل وعائشة، رغم حبّها الكبير لابنها. فقد هجرت المنزل عندما قرّر أن يتزوّج بمن رفضتها.
- العائلات: عائلة الشّيخ مفتاح السّيّد الحمروني، وعائلة عبد اللّه.
- الشيخ مفتاح: مهاجر ليبي حل بالقرية لديه بنتان عائشة و مبروكة توفيت زوجته في سن صغير .

## القضايا
تتناول الرواية العديد من القضايا مثل التعاطف والتقدير والاحترام والحبّ لعائشة فالزواج، وعلاقة العمل وعرقلة (الأمّ). كما يتناول القضايا الاجتماعيّة من معاناة الفقر والبؤس والشقاء من أجل لقمة العيش، فعائلة الشيخ مفتاح تمثّل نموذجا لذلك في القصّة، فهم ممّن شرّدتهم الحرب فعانوا الويلات بحثا عن الأمن والاستقرار، وتمثل عائشة نموذجا بشريّا مجسّما للبؤس الإنساني لمعاناتها الشّلل بسبب غياب المال، ومعاناتها اليتم بسبب موت الأمّ. كما تتناول تعاطي التكروري هروبا من الواقع البائس.